# Kasandra Bradette
Kasandra Bradette (* 10. Oktober 1989 in Saint-Félicien) ist eine kanadische Shorttrackerin.

## Werdegang
Bradette startete erstmals im Dezember 2011 im Weltcup in Nagoya und belegte dabei den 14. Rang über 500 m und den zehnten Platz über 1000 m. Zu Beginn der Saison 2014/15 erreichte sie in Salt Lake City mit dem dritten Platz in der Staffel ihre erste Podestplatzierung im Weltcup. Im weiteren Saisonverlauf errang sie zwei weitere dritte Plätze mit der Staffel, einen dritten Rang über 500 m und einen zweiten Platz über 1000 m. In Dresden holte sie mit der Staffel ihren ersten Weltcupsieg. Ihre besten Platzierungen bei den Weltmeisterschaften 2015 in Moskau waren der siebte Platz über 500 m und der sechste Rang mit der Staffel über 3000 m. Die Saison beendete sie auf dem achten Rang im Weltcup über 500 m. In der folgenden Saison belegte sie in Montreal und Shanghai jeweils den zweiten Platz mit der Staffel und in Nagoya den dritten Rang mit der Staffel. Beim Saisonhöhepunkt den Weltmeisterschaften 2016 in Seoul holte sie die Bronzemedaille über 1000 m und die Silbermedaille mit der Staffel. In der Saison 2016/17 kam sie sechsmal über 500 m unter die ersten Zehn und erreichte damit den sechsten Platz im Weltcup über 500 m. Zudem errang sie mit Staffel dreimal den dritten und einmal den zweiten Platz. Bei den Weltmeisterschaften 2017 in Rotterdam wurde sie Fünfte mit der Staffel. In der Weltcupsaison 2017/18 belegte sie in Dordrecht den dritten Platz und in Budapest den zweiten Rang mit der Staffel. Beim Saisonhöhepunkt, den Olympischen Winterspielen 2018 in Pyeongchang, wurde sie Achte mit der Staffel über 3000 m. Im März 2018 holte sie bei den Weltmeisterschaften in Montreal die Bronzemedaille mit der Staffel. Bei den Weltmeisterschaften 2019 in Sofia gewann sie die Bronzemedaille mit der Staffel.

## Weltcupsiege im Team
| Nr. | Datum           | Ort       |
| --- | --------------- | --------- |
| 1.  | 8. Februar 2015 | Dresden 1 |

## Persönliche Bestzeiten
- 500 m      42,536 s (aufgestellt am 13. November 2016 in Salt Lake City)
- 1000 m    1:28,213 min. (aufgestellt am 16. September 2012 in Calgary)
- 1500 m    2:25,510 min. (aufgestellt am 16. Januar 2015 in Montreal)
- 3000 m    5:14,855 min. (aufgestellt am 18. Januar 2015 in Montreal)